# Взрыв у полицейского управления Праги
Взрыв у полицейского управления Праги произошёл 11 июня 1869 года у здания Императорского и королевского полицейского управления королевского города Праги.
Всё это событие можно считать первым террористическом актом в истории Чехии и в то же время одним из немногих взрывов бомб, совершённых на территории позднейшей Чешской Республики.

## Перед взрывом
План и организацию закладки бомбы замедленного действия подготовили члены тайного анархистского объединения «Бланик», тяготеющего идеологически к чешскому патриотизму, а также идеям интернационализма и левому радикализму. Главными организаторами стали братья-анархисты Вилем и Ченек (Винценц) Кёрбер. Те чувствовали необходимость в радикализации способов выражения сопротивления Имперской власти в чешских землях, которые до сих пор ограничивались лишь в национальных манифестациях, демонстрациях или распространении официально запрещённой прессы. В радикальности своих шагов они, вероятно, находились под влиянием анархистов, проводивших взрывы во Франции или Российской империи. При этом они решили заложить бомбу перед зданием ночью, очевидно, у них не было намерения причинить человеческие жертвы, и их поступок был в первую очередь демонстрацией.

## Взрыв
В ночь с 10 на 11 июня 1869 года, люди из группы «Бланик», предположительно Ченек Кёрбер, заложил шестифунтовый артиллерийский снаряд наполненный порохом и снабженный детонирующим шнуром. Разместив снаряд перед зданием полиции, тот поджег его и поспешил прочь, после чего раздался громкий взрыв. В здании полицейского управления было разбито 17 оконных стекол, в здании кафе напротив — 14.

## Расследование

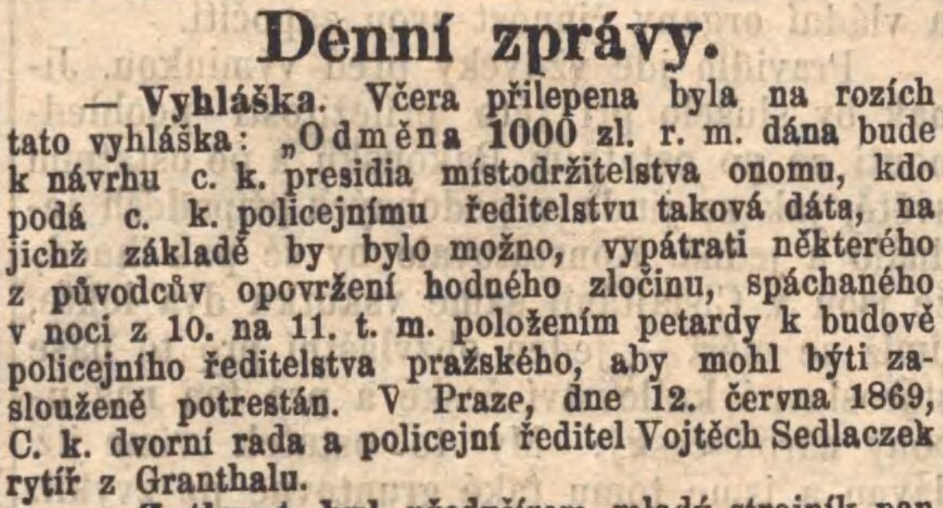
Объявление о денежном вознаграждении

На следующий день, 12 июня, президент пражской полиции Войтех Седлачек объявил о денежном вознаграждении в размере 1000 гульденов за предоставление информации, которая приведёт к аресту преступников. Информацию о преступлении собирал комиссар Ян Ташенау, тот получил показания свидетелей и информацию от доверенных лиц, а также молодого студента. Далее последовал обыск в квартире Вилема Кёрбера, который, однако, не выявил ничего серьёзного, а также обыск в квартире рабочего Леопольда Шмидта. После этого полицейские отправились в дом № 943-I, расположенный рядом с пивоваренным заводом «У Рейсманов», где обнаружили в подвале мастерскую с ручным типографическим станком, а также инструментами и материалами, предназначенными для изготовления взрывного устройства. При попытке бегства с места был арестован Ченек Кёрбер. В течение нескольких дней полиция поймала и арестовала студента Франтишека Колаци, чиновника Алоиса Гроссмана и ещё нескольких мужчин, все они были членами группы «Бланик».

## Суд
Всей группе было предъявлено обвинение в государственной измене. Государственный обвинитель предложил приговорить Вилема Кёрбера к двенадцати годам лишения свободы. Обвиняемых защищал известный адвокат Антонин Чижек. Благодаря хорошей защите преступники получили относительно мягкие приговоры. Вилем не был признан виновным в государственной измене, а был признан виновным лишь в нарушении общественного порядка и приговорен к 7 месяцам тюремного заключения. Он был единственным, кто не обжаловал приговор суда. Остальные члены группы были освобождены по амнистии для политических заключенных 1871 года, после вступления в должность нового министра внутренних дел Цислейтании Карла Зигмунда фон Гогенварта.